# Bernard Darmet
Bernard Darmet (* 19. Oktober 1945 in Bouvent, Oyonnax; † 6. Februar 2018 in Denicé) war ein französischer Radrennfahrer und nationaler Meister im Radsport.

## Sportliche Laufbahn
Darmet war Teilnehmer der Olympischen Sommerspiele 1968 in Mexiko-Stadt. Dort bestritt er mit dem französischen Vierer (unter anderem mit Daniel Rebillard) die Mannschaftsverfolgung und belegte mit seinem Team den 5. Platz. Auch 1972 wurde er erneut für die Olympischen Spiele in München nominiert, musste aber nach einer Erkrankung zwei Wochen vor Beginn auf den Start verzichten.
Bei den UCI-Bahn-Weltmeisterschaften 1969 gewann er in der Einerverfolgung hinter Xaver Kurmann Silber, mit dem französischen Vierer gewann er Bronze in der Mannschaftsverfolgung.
1967 bis 1969 gewann er die nationale Meisterschaft in der Einerverfolgung, den Titel konnte er erneut 1971 und 1972 gewinnen.